# Futsal Club White Bear
Il Futsal Club White Bear è stato una squadra inglese di calcio a 5 con sede a Londra.

## Storia
Fondata nel 2003 come Team USSR, assunse l'attuale denominazione nel 2004, in seguito alla vittoria della prima FA Futsal Cup. L'anno successivo si ferma al terzo posto. La prima squadra era composta da giocatori provenienti dalle repubbliche della ex Unione Sovietica, grazie alla cui esperienza divenne una delle squadre più prestigiose del giovane campionato inglese. La società ha vinto nel 2006 il secondo alloro nazionale e ha partecipato per la seconda volta alla Coppa UEFA. Dalla stagione 2007-2008 è entrata a far parte della Southern Conference della FA Umbro Futsal League.

## Rosa 2007-2008
| N° | Naz.                   | Ruolo    | Sportivo                   | Anno       |  |  |
| -- | ---------------------- | -------- | -------------------------- | ---------- |  |  |
| 1  | Inghilterra (bandiera) | Portiere | Denis Criuchkov            | -          |  |  |
| 2  | Inghilterra (bandiera) | Portiere | Yulian Stratylat           | -          |  |  |
| 3  | Inghilterra (bandiera) | -        | Anatoliy Borisov           | -          |  |  |
| 4  | Inghilterra (bandiera) | -        | Vitaliy Lungu              | -          |  |  |
| 5  | Inghilterra (bandiera) | -        | Giorgi Salagishvili        | -          |  |  |
| 6  | Inghilterra (bandiera) | -        | Daniel Hanson              | 26.02.86   |  |  |
| 7  | Inghilterra (bandiera) | -        | Maksim Voloshin            | 16.06.84   |  |  |
| 8  | Inghilterra (bandiera) | -        | Alexandr Gerchioglo        | -          |  |  |
| 9  | Inghilterra (bandiera) | -        | Dogan Gokmen               | 15.10.83   |  |  |
| 10 | Inghilterra (bandiera) | -        | Andriy Mozil               | -          |  |  |
| 11 | Inghilterra (bandiera) | -        | Radovan Francisti          | -          |  |  |
| 12 | Inghilterra (bandiera) | -        | Yuriu Morari               | -          |  |  |
| 13 | Inghilterra (bandiera) | -        | Darin Panchuk              | -          |  |  |
| 14 | Inghilterra (bandiera) | -        | Catalin Cazacu             | -          |  |  |
| 15 | Inghilterra (bandiera) | -        | Vasiliy Marcuta            | -          |  |  |
| 16 | Brasile (bandiera)     | -        | Denner Santucci Nascimento | -          |  |  |
| 17 | Inghilterra (bandiera) | -        | Konrad Jaszczuk            | 20.07.86   |  |  |
| 21 | Inghilterra (bandiera) | -        | Troy Bantelman             | -          |  |  |
|    | Inghilterra (bandiera) | -        | Oleksandr Saliy            | Allenatore |  |  |

## Palmarès
- 2 FA Futsal Cup: 2004, 2006